# Wu-wej (Kan-su)
Wu-wej (čínsky pchin-jinem Wǔwēi, znaky 武威市) je městská prefektura v Čínské lidové republice. Leží ve střední části provincie Kan-su, má plochu 33 249 km² a v roce 2010 v ní žilo bezmála dva miliony obyvatel.

## Poloha
Wu-wej leží ve střední části provincie Kan-su. Na jihovýchodě sousedí s městskými prefekturami Paj-jin a Lan-čou, na jihozápadě s provincií Čching-chaj, na západě s městskými prefekturami Čang-jie a Ťin-čchang, a na severu a východě s Vnitřním Mongolskem.

### Doprava
Přes Wu-wej vede významná železniční trať Lan-čou – Sin-ťiang.

## Administrativní členění
Městská prefektura Wu-wej se člení na čtyři celky okresní úrovně, a sice jeden městský obvod, dva okresy a jeden autonomní okres.
| městský obvod · Liang-čou okres · Min-čchin okres · Ku-lang autonomní okres · Tchien-ču |                |                       |                    |                                  |
| Název                                                                                   | Název          | Počet obyvatel (2020) | Rozloha km² (2020) | Hustota zalidnění (obyv. na km²) |
| český přepis                                                                            | znaky          | Počet obyvatel (2020) | Rozloha km² (2020) | Hustota zalidnění (obyv. na km²) |
| Městský obvod                                                                           |                |                       |                    |                                  |
| Liang-čou                                                                               | 凉州区         | 885 277               | 4 910              | 180                              |
| Okresy                                                                                  |                |                       |                    |                                  |
| Min-čchin                                                                               | 民勤县         | 178 470               | 15 820             | 11                               |
| Ku-lang                                                                                 | 古浪县         | 250 177               | 5 045              | 50                               |
| Autonomní okres                                                                         |                |                       |                    |                                  |
| Tchien-ču (tibetský)                                                                    | 天祝藏族自治县 | 151 031               | 6 628              | 23                               |
|                                                                                         |                |                       |                    |                                  |
| Celkem                                                                                  | Celkem         | 1 464 955             | 32 400             | 45                               |